# Whoia dumbshafensis
Whoia dumbshafensis är en kräftdjursart som beskrevs av Jörundur Svavarsson 1988. Whoia dumbshafensis ingår i släktet Whoia och familjen Desmosomatidae. Inga underarter finns listade i Catalogue of Life.